# 韦尔德罗讷
韦尔德罗讷（法語：Verderonne，法語發音：[vɛʁdəʁɔn]）是法国瓦兹省的一个市镇，属于克莱蒙区。

## 地理
韦尔德罗讷（49°19'46"N, 2°29'54"E）面积3.33 平方千米，位于法国上法蘭西大區瓦兹省，该省份为法国北部内陆省份，北起索姆省，西接厄尔省和滨海塞纳省，南至塞纳-马恩省和瓦兹河谷省，东临埃纳省。
与韦尔德罗讷接壤的市镇（或旧市镇、城区）包括：罗苏瓦、昂日库尔、利扬库尔、莫涅维尔。

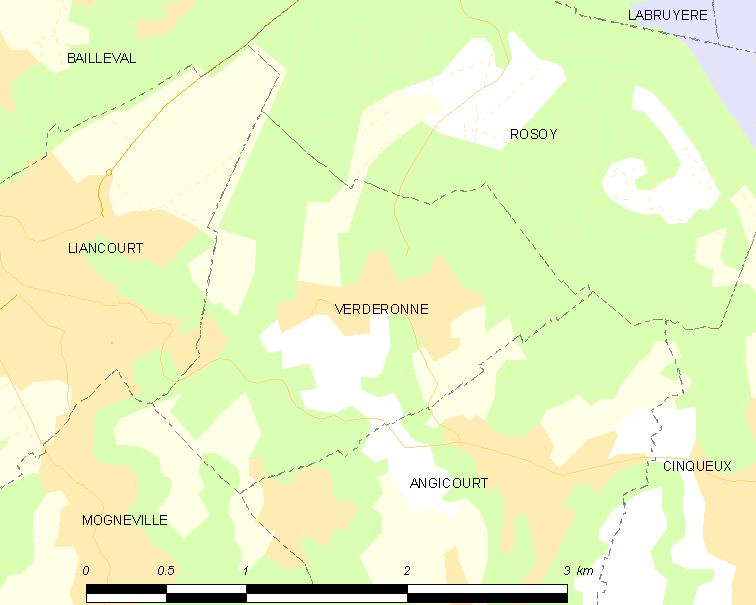
韦尔德罗讷的OSM定位图

韦尔德罗讷的时区为UTC+01:00、UTC+02:00（夏令时）。

## 行政
韦尔德罗讷的邮政编码为60140，INSEE市镇编码为60669。

## 政治
韦尔德罗讷所属的省级选区为克莱蒙县 (法国)。

## 人口

1962-2008年间韦尔德罗讷人口变化图示

韦尔德罗讷于2022年1月1日时的人口数量为487人。